# Gara di WTCC d'Argentina 2013
La Gara di WTCC d'Argentina 2013 fu l'ottavo round del World Touring Car Championship 2013 e la prima edizione della gara argentina. Si tenne il 4 agosto 2013 all'Autodromo di Termas de Río Hondo, a Termas de Río Hondo, in Argentina.
Gara-1 fu vinta da Yvan Muller su RML, mentre in gara-2 si aggiudicò il 1º posto il pilota locale José María López, al debutto in WTCC alla guida di una BMW 320 TC per Wiechers-Sport.

## Vigilia
Muller fu al comando del campionato piloti con 122 punti di vantaggio su Michel Nykjær, che fu anche in testa al Trofeo Yokohama Indipendenti.
Le Honda Civic WTCC, le SEAT León WTCC e le BMW 320 TC persero tutto il peso addizionale della zavorra nel momento in cui il sistema di compensazione del peso fu ricalcolato. Le Chevrolet Cruze mantennero i loro 40 kg in più, mentre le Lada Granta WTCC rimasero 20 kg sottopeso.
José María López si unì a Wiechers-Sport per la gara, sostituendo l'abituale Fredy Barth. A causa dei forti danni subiti nella gara precedente, Tom Boardman e il team Special Tuning Racing saltarono la gara d'Argentina per riparare la vettura in tempo per gli Stati Uniti.
Il pilota di Campos Racing, Hugo Valente, giunse all'evento con una penalizzazione di 10 posizioni in griglia per gara-1 dopo aver ignorato le bandiere gialle in gara-1 in Portogallo.

## Resoconto

### Test e prove libere
Muller guidò una sfilata RML nella sessione di test del venerdì, López fu 11º nella sua prima apparizione assoluta in WTCC.
Muller e il compagno Tom Chilton furono nuovamente 1º e 2º, Tiago Monteiro fu 3º con la Honda; 4º si piazzò López, il migliore tra i piloti indipendenti. La sessione fu interrotta presto da una bandiera rossa a causa di problemi tecnici che colpirono i sistemi video e di cronometraggio.
Chilton guidò un trio di Chevrolet nelle seconde libere, davanti a Muller e alla bamboo-engineering di Alex MacDowall. Anche qui ci fu una bandiera rossa quando René Münnich finì nella ghiaia con la sua SEAT Münnich Motorsport. Il suo compagno Robert Huff si fermò sulla pista a tre minuti dal termine a causa della rottura del turbo. Il team Münnich Motorsport fu costretto a cambiare il motore alla vettura di Huff dopo le seconde libere, costringendo il campione uscente a partire in gara-1 in fondo alla griglia. Anche Monteiro sarebbe poi stato retrocesso in griglia in gara-1 per un cambio di motore.

### Qualifiche
Nykjær fu il primo a entrare in pista in Q1, Muller giunse poi in cima alla lista dei tempi mentre MacDowall fu il primo pilota a uscire di pista. López navigò intorno al 3º posto, mentre per breve tempo entrambe le Lukoil Lada Sport si trovarono nella top 12 prima che Mikhail Kozlovskiy venisse estromesso dai miglioramenti di altri piloti, in particolare James Nash e Marc Basseng. Dopo lunghe riparazioni, Huff lasciò i box in tempo per fare un giro veloce, che però fu utile per ottenere solo un 14º posto, venendo quindi escluso dalla Q2. Valente fu l'unico pilota SEAT a passare in Q2, quando Basseng fu rimpiazzato da Nash, mentre López fu il solo rappresentante BMW in Q2. Un'incomprensione tra il team ROAL Motorsport e la coppia di piloti Tom Coronel e Darryl O'Young vide entrambi eliminati in Q1.
Dopo una piccola pausa, iniziò la Q2 e Muller ottenne nuovamente il miglior tempo. Un gruppo di vetture formò un trenino per lanciarsi a debita distanza l'uno dall'altro in un ultimo giro veloce, con Muller e Chilton che migliorarono i loro tempi; Muller stette al top mentre Chilton fu 2º nonostante un piccolo errore all'ultima curva. Pepe Oriola fu l'altro pilota a uscire di pista nell'ultimo giro. López fu l'ultimo a chiudere questo trenino, riuscì a lanciarsi anche lui, ma si classificò solo 10º, assicurandosi, però, la pole position per gara-2.
Dopo le qualifiche, Muller, Chilton, Nash, MacDowall, Tarquini, Monteiro e Oriola furono richiamati dagli steward per spiegare le motivazioni del lento trenino di vetture al termine della Q2, ma non furono presi provvedimenti. Kozlovskiy perse tutti i suoi tempi per non aver rispettato il parco chiuso quando un computer venne collegato alla sua vettura.

### Warm-up
López fu il più veloce nella sessione di warm-up la domenica mattina, davanti alla Chevrolet di MacDowall. Huff fu 3º, mentre Kozlovskiyfu 4º con la Lada.

### Gara-1
Muller fu in pole position per gara-1, il primo tentativo alla partenza lanciata fu abortito per un errore di Chilton. La gara ripartì quando le vetture si rischierarono, Chilton andò lungo alla prima curva e perse la posizione da Nykjær e Oriola. Al giro 5 Chilton ripassò Oriolam ottenendo il 2º posto. Michelisz perse il suo paraurti dopo una collisione con Nykjær e Nash che causò ai tre un rallentamento permettendo a Tarquini di sorpassarli e ottenere il 4º posto. Anche López fu in grado di avvicinarsi al gruppo quando fu 8º, li superò uno alla volta giungendo 5º. Oriola passò Chilton alla fine della gara, Muller vinse con un comodo margine di 4.9 secondi davanti a Oriola. López, 5º, fu il vincitore del Trofeo Yokohama nella sua prima gara in WTCC mentre Huff e Monteiro, partito da dietro, segnò punti con un 8º e 10º posto rispettivamente.

### Gara-2
López partì dalla pole position per gara-2 e mantenne la sua leadership al via; alla fine del primo giro ebbe già un vantaggio di 1.8 secondi su Monteiro. Nykjær separò le Honda, poiché Tarquini fu 4º, per la fine del giro 2 Muller chiuse il trio in lotta per il 2º posto. Tarquini provò a passare Nykjær alla curva 13, andò lungo e il danese allo stesso modo tentò di difendersi, cosa che consentì a Muller e Nash di passare, mentre Tarquini battagliava con Oriola e Michelisz per il 6º posto. Al giro 3 Nykjær provò a buttarsi all'interno di Nash alla curva 7, ma i due si scontrarono e ciò permise a Tarquini di sorpassarli mentre anche MacDowall e Chilton entrarono in contatto più indietro. Monteiro fu 2º davanti a Muller al giro 5 e la coppia si avvicinò a López, quando Muller colpì il portoghese nel punto di frenata alla curva 5, buttandolo fuori e costringendo il pilota Honda a scendere al 9º posto una volta recuperata la pista. Nel corso dello stesso giro, Huff si disputò il 6º posto con Michelisz; ci fu un leggero contatto tra i due prima che Huff fosse toccato da Thompson, che colpì la SEAT rompendole la sospensione anteriore sinistra causandogli un'uscita nella ghiaia. Al giro 7 Muller fu sanzionato con un drive-through per l'incidente con Monteiro. O'Young e Valente battagliarono per l'8º posto al giro 9, finché Valente toccò il posteriore della BMW e O'Young partì in testacoda lungo il circuito. Thompson corse dietro di loro, ma un giro dopo ebbe problemi tecnici. Alla fine del giro 11 López passò la bandiera a scacchi, ottenendo la prima vittoria assoluta in WTCC, sia per sé sia per un pilota argentino, con Tarquini e Oriola a completare il podio.

## Risultati

### Qualifiche
| Pos.                 | Nº | Pilota             | Team                                 | Vettura              | Cat. | Q1       | Q2       | Punti |
| -------------------- | -- | ------------------ | ------------------------------------ | -------------------- | ---- | -------- | -------- | ----- |
| 1                    | 12 | Yvan Muller        | RML                                  | Chevrolet Cruze 1.6T |      | 1:49.158 | 1:47.920 | 5     |
| 2                    | 23 | Tom Chilton        | RML                                  | Chevrolet Cruze 1.6T |      | 1:49.690 | 1:48.423 | 4     |
| 3                    | 5  | Norbert Michelisz  | Zengő Motorsport                     | Honda Civic WTCC     |      | 1:49.247 | 1:48.855 | 3     |
| 4                    | 3  | Gabriele Tarquini  | Castrol Honda World Touring Car Team | Honda Civic WTCC     |      | 1:49.545 | 1:48.919 | 2     |
| 5                    | 74 | Pepe Oriola        | Tuenti Racing Team                   | Chevrolet Cruze 1.6T |      | 1:49.762 | 1:48.979 | 1     |
| 6                    | 9  | Alex MacDowall     | bamboo-engineering                   | Chevrolet Cruze 1.6T | Y    | 1:50.132 | 1:49.039 |       |
| 7                    | 18 | Tiago Monteiro     | Castrol Honda World Touring Car Team | Honda Civic WTCC     |      | 1:49.517 | 1:49.177 |       |
| 8                    | 14 | James Nash         | bamboo-engineering                   | Chevrolet Cruze 1.6T | Y    | 1:49.938 | 1:49.236 |       |
| 9                    | 17 | Michel Nykjær      | NIKA Racing                          | Chevrolet Cruze 1.6T | Y    | 1:49.252 | 1:49.406 |       |
| 10                   | 72 | José María López   | Wiechers-Sport                       | BMW 320 TC           | Y    | 1:49.819 | 1:49.674 |       |
| 11                   | 20 | Hugo Valente       | Campos Racing                        | SEAT León WTCC       | Y    | 1:50.212 | 1:50.130 |       |
| 12                   | 10 | James Thompson     | Lukoil Lada Sport                    | Lada Granta WTCC     |      | 1:49.953 | 1:50.353 |       |
| 13                   | 38 | Marc Basseng       | ALL-INKL.COM Münnich Motorsport      | SEAT León WTCC       |      | 1:50.272 |          |       |
| 14                   | 1  | Robert Huff        | ALL-INKL.COM Münnich Motorsport      | SEAT León WTCC       |      | 1:50.314 |          |       |
| 15                   | 19 | Fernando Monje     | Campos Racing                        | SEAT León WTCC       | Y    | 1:50.583 |          |       |
| 16                   | 15 | Tom Coronel        | ROAL Motorsport                      | BMW 320 TC           |      | 1:50.744 |          |       |
| 17                   | 26 | Stefano D'Aste     | PB Racing                            | BMW 320 TC           | Y    | 1:50.788 |          |       |
| 18                   | 7  | Charles Ng         | Liqui Moly Team Engstler             | BMW 320 TC           | Y    | 1:51.328 |          |       |
| 19                   | 55 | Darryl O'Young     | ROAL Motorsport                      | BMW 320 TC           | Y    | 1:51.345 |          |       |
| 20                   | 37 | René Münnich       | ALL-INKL.COM Münnich Motorsport      | SEAT León WTCC       | Y    | 1:51.368 |          |       |
| 21                   | 25 | Mehdi Bennani      | Proteam Racing                       | BMW 320 TC           | Y    | 1:51.862 |          |       |
| 22                   | 6  | Franz Engstler     | Liqui Moly Team Engstler             | BMW 320 TC           | Y    | 1:51.866 |          |       |
| Tempo 107%: 1:56.799 |    |                    |                                      |                      |      |          |          |       |
| ES                   | 8  | Mikhail Kozlovskiy | Lukoil Lada Sport                    | Lada Granta WTCC     |      | Escluso  |          |       |

- Il pilota in grassetto indica il pilota in Pole position per gara-2.

NOTA – Kozlovskiy ebbe tutti i suoi tempi cancellati per aver infranto il parco chiuso dopo la Q1.

### Gara-1
| Pos. | Nº | Pilota             | Team                                 | Vettura              | Cat. | Giri | Tempo/Ritirato | Griglia | Punti |
| ---- | -- | ------------------ | ------------------------------------ | -------------------- | ---- | ---- | -------------- | ------- | ----- |
| 1    | 12 | Yvan Muller        | RML                                  | Chevrolet Cruze 1.6T |      | 12   | 22:56.896      | 1       | 25    |
| 2    | 74 | Pepe Oriola        | Tuenti Racing Team                   | Chevrolet Cruze 1.6T |      | 12   | +4.924         | 5       | 18    |
| 3    | 23 | Tom Chilton        | RML                                  | Chevrolet Cruze 1.6T |      | 12   | +7.813         | 2       | 15    |
| 4    | 3  | Gabriele Tarquini  | Castrol Honda World Touring Car Team | Honda Civic WTCC     |      | 12   | +7.989         | 4       | 12    |
| 5    | 72 | José María López   | Wiechers-Sport                       | BMW 320 TC           | Y    | 12   | +8.846         | 9       | 10    |
| 6    | 17 | Michel Nykjær      | NIKA Racing                          | Chevrolet Cruze 1.6T | Y    | 12   | +10.214        | 8       | 8     |
| 7    | 5  | Norbert Michelisz  | Zengő Motorsport                     | Honda Civic WTCC     |      | 12   | +12.833        | 3       | 6     |
| 8    | 1  | Robert Huff        | ALL-INKL.COM Münnich Motorsport      | SEAT León WTCC       |      | 12   | +13.960        | 23      | 4     |
| 9    | 14 | James Nash         | bamboo-engineering                   | Chevrolet Cruze 1.6T | Y    | 12   | +14.636        | 7       | 2     |
| 10   | 18 | Tiago Monteiro     | Castrol Honda World Touring Car Team | Honda Civic WTCC     |      | 12   | +14.870        | 22      | 1     |
| 11   | 9  | Alex MacDowall     | bamboo-engineering                   | Chevrolet Cruze 1.6T | Y    | 12   | +15.743        | 6       |       |
| 12   | 38 | Marc Basseng       | ALL-INKL.COM Münnich Motorsport      | SEAT León WTCC       |      | 12   | +16.619        | 11      |       |
| 13   | 20 | Hugo Valente       | Campos Racing                        | SEAT León WTCC       | Y    | 12   | +17.333        | 20      |       |
| 14   | 26 | Stefano D'Aste     | PB Racing                            | BMW 320 TC           | Y    | 12   | +19.858        | 14      |       |
| 15   | 55 | Darryl O'Young     | ROAL Motorsport                      | BMW 320 TC           | Y    | 12   | +20.247        | 16      |       |
| 16   | 19 | Fernando Monje     | Campos Racing                        | SEAT León WTCC       | Y    | 12   | +23.563        | 12      |       |
| 17   | 7  | Charles Ng         | Liqui Moly Team Engstler             | BMW 320 TC           | Y    | 12   | +23.782        | 15      |       |
| 18   | 37 | René Münnich       | ALL-INKL.COM Münnich Motorsport      | SEAT León WTCC       | Y    | 12   | +30.675        | 17      |       |
| 19   | 6  | Franz Engstler     | Liqui Moly Team Engstler             | BMW 320 TC           | Y    | 12   | +33.536        | 19      |       |
| 20   | 25 | Mehdi Bennani      | Proteam Racing                       | BMW 320 TC           | Y    | 12   | +36.459        | 18      |       |
| Rit  | 10 | James Thompson     | Lukoil Lada Sport                    | Lada Granta WTCC     |      | 8    | Meccanica      | 10      |       |
| NC   | 15 | Tom Coronel        | ROAL Motorsport                      | BMW 320 TC           |      | 7    | +5 giri        | 13      |       |
| Rit  | 8  | Mikhail Kozlovskiy | Lukoil Lada Sport                    | Lada Granta WTCC     |      | 2    | Sospensione    | 21      |       |

- Il pilota in grassetto indica l'autore del giro più veloce.

### Gara-2
| Pos. | Nº | Pilota             | Team                                 | Vettura              | Cat. | Giri | Tempo/Ritirato | Griglia | Punti |
| ---- | -- | ------------------ | ------------------------------------ | -------------------- | ---- | ---- | -------------- | ------- | ----- |
| 1    | 72 | José María López   | Wiechers-Sport                       | BMW 320 TC           | Y    | 11   | 20:28.525      | 1       | 25    |
| 2    | 3  | Gabriele Tarquini  | Castrol Honda World Touring Car Team | Honda Civic WTCC     |      | 11   | +3.619         | 7       | 18    |
| 3    | 74 | Pepe Oriola        | Tuenti Racing Team                   | Chevrolet Cruze 1.6T |      | 11   | +3.989         | 6       | 15    |
| 4    | 17 | Michel Nykjær      | NIKA Racing                          | Chevrolet Cruze 1.6T | Y    | 11   | +4.945         | 2       | 12    |
| 5    | 5  | Norbert Michelisz  | Zengő Motorsport                     | Honda Civic WTCC     |      | 11   | +7.135         | 8       | 10    |
| 6    | 18 | Tiago Monteiro     | Castrol Honda World Touring Car Team | Honda Civic WTCC     |      | 11   | +7.517         | 4       | 8     |
| 7    | 14 | James Nash         | bamboo-engineering                   | Chevrolet Cruze 1.6T | Y    | 11   | +13.866        | 3       | 6     |
| 8    | 20 | Hugo Valente       | Campos Racing                        | SEAT León WTCC       | Y    | 11   | +16.422        | 11      | 4     |
| 9    | 15 | Tom Coronel        | ROAL Motorsport                      | BMW 320 TC           |      | 11   | +16.767        | 16      | 2     |
| 10   | 26 | Stefano D'Aste     | PB Racing                            | BMW 320 TC           | Y    | 11   | +18.320        | 17      | 1     |
| 11   | 9  | Alex MacDowall     | bamboo-engineering                   | Chevrolet Cruze 1.6T | Y    | 11   | +19.073        | 5       |       |
| 12   | 23 | Tom Chilton        | RML                                  | Chevrolet Cruze 1.6T |      | 11   | +19.634        | 9       |       |
| 13   | 12 | Yvan Muller        | RML                                  | Chevrolet Cruze 1.6T |      | 11   | +20.232        | 10      |       |
| 14   | 19 | Fernando Monje     | Campos Racing                        | SEAT León WTCC       | Y    | 11   | +23.092        | 15      |       |
| 15   | 6  | Franz Engstler     | Liqui Moly Team Engstler             | BMW 320 TC           | Y    | 11   | +23.515        | 21      |       |
| 16   | 8  | Mikhail Kozlovskiy | Lukoil Lada Sport                    | Lada Granta WTCC     |      | 11   | +26.544        | 23      |       |
| 17   | 37 | René Münnich       | ALL-INKL.COM Münnich Motorsport      | SEAT León WTCC       | Y    | 11   | +27.050        | 22      |       |
| 18   | 55 | Darryl O'Young     | ROAL Motorsport                      | BMW 320 TC           | Y    | 11   | +36.055        | 19      |       |
| 19   | 7  | Charles Ng         | Liqui Moly Team Engstler             | BMW 320 TC           | Y    | 11   | +36.476        | 18      |       |
| 20   | 10 | James Thompson     | Lukoil Lada Sport                    | Lada Granta WTCC     |      | 10   | +1 giro        | 12      |       |
| 21   | 25 | Mehdi Bennani      | Proteam Racing                       | BMW 320 TC           | Y    | 8    | +3 giri        | 20      |       |
| Rit  | 38 | Marc Basseng       | ALL-INKL.COM Münnich Motorsport      | SEAT León WTCC       |      | 7    | Incidente      | 13      |       |
| Rit  | 1  | Robert Huff        | ALL-INKL.COM Münnich Motorsport      | SEAT León WTCC       |      | 4    | Incidente      | 14      |       |

- Il pilota in grassetto indica l'autore del giro più veloce.

## Classifiche dopo l'evento
Campionato piloti
|   | Pos. | Pilota            | Punti |
| - | ---- | ----------------- | ----- |
|   | 1    | Yvan Muller       | 312   |
|   | 2    | Michel Nykjær     | 180   |
| 2 | 3    | Gabriele Tarquini | 166   |
| 1 | 4    | James Nash        | 146   |
| 1 | 5    | Robert Huff       | 139   |

Trofeo Yokohama Indipendenti
|  | Pos. | Pilota         | Punti |
|  | ---- | -------------- | ----- |
|  | 1    | Michel Nykjær  | 129   |
|  | 2    | James Nash     | 120   |
|  | 3    | Alex MacDowall | 88    |
|  | 4    | Mehdi Bennani  | 60    |
|  | 5    | Stefano D'Aste | 58    |

Campionato costruttori
|  | Pos. | Costruttore | Punti |
|  | ---- | ----------- | ----- |
|  | 1    | Honda       | 661   |
|  | 2    | Lada        | 398   |

- Note: Solo le prime cinque posizioni sono incluse in entrambe le classifiche piloti qui presenti.